# Yuzhpolimetall
Yuzhpolimetall (russisch Южполиметалл) ist ein Bergbauunternehmen aus Kasachstan mit Sitz in Schymkent. Es ist einer der größten Hersteller von Blei weltweit.
Gegründet wurde Yuzhpolimetall am 22. Januar 1999. Es befindet sich vollständig in Privatbesitz. Das Unternehmen beschäftigt rund 1900 Mitarbeiter. Im Jahr 2004 produzierte man 160.000 Tonnen Blei.
Anfang 2009 geriet Yuzhpolimetall in enorme finanzielle Schwierigkeiten, in dessen Folge mehr als 1000 Mitarbeiter keinen Lohn mehr erhielten und die Produktion ausgesetzt werden musste.